# 스탄러이 멘조
스탄러이 퓔 멘조(네덜란드어: Stanley Purl Menzo, 1963년 10월 15일 ~)는 수리남 출생 네덜란드의 전직 축구 선수이자 현 축구 지도자로 현역 시절 골키퍼로 활약했으며 현재 수리남 국가대표팀의 감독을 맡고 있다.
이전에 AGOVV, 암스테르담스허, 폴렌담, 캄뷔르, 리르서, 아약스 케이프타운, 아루바 국가대표팀, 그리고 베이징 궈안을 지도했었다.
그는 현역 시절 대부분을 아약스에서 보냈고,(10년) 소속 구단의경기에 300번 이상 출전하여 9번의 주요 대회 우승을 거두었다.
멘조는 네덜란드 국가대표팀 일원으로 1번의 월드컵과 1번의 유럽 선수권 대회에 출전했다.

## 클럽 경력
네덜란드령 수리남의 파라마리보 출신인 멘조는 19세의 나이로 아마추어 구단 제이뷔르히아에서 에레디비시의 아약스에 입성했다.
1983-84 시즌과 1984-85 시즌에 한스 갈리에의 후보 선수로 2년을 보낸 멘조는 1984년 4월, 1985년 5월, 그리고 1985년 6월에 적은 출전 기회를 잡았고, 같은 1부 리그의 하를럼으로 1983년 9월부터 1984년 3월까지 임대된 후, 그는 1985-86 시즌 초에 주전으로 거듭났다. 그는 신임 요한 크라위프 감독은 멘조가 골키퍼로서는 골키퍼가 아닌 다른 역할을 맡을 수 있는 잠재력이 있는 선수로 평했다.
1980년대, 멘조는 관중들의 인종차별 대상이 되었다.
멘조는 이후 7년 동안 붙박이 주전으로 아약스의 골문을 지켰고, 1989-90 시즌 리그 우승과 1986-87 시즌 유러피언 컵위너스컵 우승, 그리고 1991-92 시즌 UEFA컵 우승을 책임졌다. 그러나 후자의 대회에서 그 다음 시즌에 오세르에게 2-4를 패할 때 자책골까지 헌납하면서, 그는 유소년부를 갓 졸업한 에드빈 판 데르 사르에게 자리를 내주고, 탈환하지 못했다.
1994년 여름, 멘조는 PSV로 이적해 로날트 바터뢰스의 후보 수문장 자리를 2년 맡았다. 33세의 멘조는 벨기에의 리르서로 이적해 재도약을 꾀했고, 리그와 벨기에 컵을 1차례씩 우승했고, 이 과정에서 소속 구단의 경기에 100번 이상 출전했다. 그는 잠깐 프랑스로 건너가 보르도로 1997년 8월에 임대되어 질베르 보다르를 대체하게 되었다. 그러나, 그는 자신의 자리를 윌리시 라메에게 내주었고,(이후 라메는 구단의 붙박이 주전으로 10년 이상 활약했다) 1998년 1월에 리르서로 복귀했다.
2001년 여름, 그는 아약스로 복귀하여 1년 활약한 후 AGOVV로 이적해 소속 구단의 아마추어 리그 우승에 일조했다. 그는 시즌 종료 후 현역에서 은퇴했다.

## 국가대표팀 경력
멘조는 네덜란드 국가대표팀 경기에 6번 출전했고, 1989년에 첫 경기에 출전했다. 그는 이후 3년 가까이 출전 기회를 잡지 못했지만, 1990년 월드컵과 유로 1992에서 각각 3번째, 2번째 골키퍼로 참가했다.
전설적인 한스 판 브뢰켈런 골키퍼가 후자의 대회 이후 국가대표팀에서 은퇴하면서, 멘조는 1994년 월드컵 예선전 경기에 2번 선발로 출전했다. 1-2로 패한 노르웨이전과 2-2로 안방에서 비긴 폴란드전을 치른 후, 그는 더 출전하지 못했고, 최종 명단에서 탈락했다.(이 대회에 참가할 골키퍼의 최종 명단으로 에트 더 후이, 테오 스넬더르스, 그리고 에드빈 판 데르 사르가 서열 순위 1번, 2번, 3번 골키퍼로 올랐다)

## 감독 경력
2004년 여름, 전 아약스 동료 마르코 판 바스턴이 국가대표팀 감독으로 취임하면서 멘조도 골키퍼 코치로 임명되어 2년 동안 네덜란드 국가대표팀과 동행했다.
2002년 6월에 페터르 보스 감독이 떠나면서, 멘조는 공석이 된 AGOVV의 지휘봉을 잡아 1년을 지도했다. AGOVV는 프로 구단으로 전향해 2부 리그로 승격했지만, 프로 구단으로서의 자격이 없어 멘조는 구단과 결별했고, 결국 암스테르담 연고의 아마추어 구단 암스테르담스허로 이적했다.
2005년 2월, 멘조는 프로 감독으로서의 필수 자격증을 취득했다. 그 해 여름, 그는 AGOVV의 감독으로 복귀했다. 1년 후, 그는 폴렌담으로 이적하여, 2년(완전히 채우지 않음)을 보내고 캄뷔르를 지도했는데, 소속 구단의 2009-10 시즌 2부 리그 2위로 이끌었지만, 플레이오프전에서 패해 승격이 좌절되었다.
2010년 10월, 멘조는 캄뷔르 감독직을 사퇴하고 피테서와 계약해 알베르 페레 감독을 보좌했다. 2013년 5월, 그는 리르서의 신임 감독이 되었지만, 2014년 8월 말에 경질되어 구단과 결별했다. 2016년 10월 28일, 멘조는 남아프리카 프리미어 사커 리그의 아약스 케이프타운 감독이 되었다. 그는 2017년 성탄절을 며칠 앞두고 사퇴했다.
2019년 1월 14일, 멘조는 베이징 궈안의 2군 감독으로 취임했다.
2022년 8월 29일, 멘조는 베이징 궈안 1군 감독으로 취임했다. 그의 임기는 2023년 6월 11일, 1년도 안되어 2023년 시즌 성적 부진으로 파기되었는데, 당시 소속 구단은 중위권으로 처져 있었다.

## 수상
아약스
- 유러피언 컵위너스컵: 1986–87
- UEFA컵: 1991–92
- 에레디비시: 1984–85, 1989–90, 1993–94
- KNVB 베커르: 1985–86, 1986–87, 1992–93, 1995–96

리르서
- 벨기에 프로 리그: 1996–97
- 벨기에 컵: 1998–99